# Estadio San José de Armenia
El Estadio San José, oficialmente Parque de la Cultura Deportiva Estadio San José, es un complejo deportivo en la ciudad de Armenia, Colombia. Posee una cancha de microfútbol, una cancha de Fútbol 7, un gimnasio al aire libre y un campo de fútbol que se destaca por ser el terreno original del Estadio San José de Armenia, que en 1951 fue inaugurado especialmente para acoger los partidos de local del entonces recién creado Deportes Quindío. El estadio se construyó con capacidad para 12 000 espectadores, pero tuvo que ser demolido debido a las afectaciones del terremoto de Armenia en 1999. Actualmente y tras una reconstrucción hecha en 2009, el campo tiene un aforo de 2 000 asistentes. La estructura original hacía parte del patrimonio arquitectónico de Armenia.

## Historia
En 1950, un grupo de distinguidas personalidades de la ciudad de Armenia pensaron en crear un equipo de fútbol que los representara en el rentado colombiano. Para lograr este objetivo se necesitaba construir un estadio en una maratónica cruzada que incluyó capital privado de los inversionistas Félix Salazar Santacoloma, Antonio «el Turco» Hadad, Alfredo Sanín y Nepomuceno Jaramillo, sumado a la colaboración económica de la iglesia; lograron alzar el escenario en tan solo 85 días, cifra récord en construcción de estadios en el país. El estadio tenía una estructura en forma de U y una capacidad para 12 000 espectadores que por espacio de 37 años albergó al cuadro Milagroso.
La inauguración del escenario deportivo se realizó el lunes 19 de marzo de 1951, festivo de San José, con el partido Deportes Quindío vs. Deportes Caldas, pocos minutos antes del inicio del juego los directivos se encargaron de terminarlo. Los locales se impusieron 3 a 1, el primer gol marcado en el estadio favoreció al Quindío y lo anotó en la portería norte Roberto Segundo «Benitín» Urruti de palomita. 
En 1980, se oficializó la construcción de un nuevo escenario deportivo para el fútbol y atletismo en la ciudad, el Estadio Centenario de Armenia que se inauguró en 1988 con el fin de los Juegos Deportivos Nacionales y ser la nueva sede del Deportes Quindío. Desde ese año, el San José solo albergó juegos del Deportivo Armenia de la Categoría Primera B.

### Demolición y adecuación
En 1999, un terremoto de 6,4 grados en la escala de Richter asoló la ciudad de Armenia y otras ciudades y localidades del Eje Cafetero. El estadio fue utilizado como albergue de damnificados, por una decisión tomada por la Alcaldía de Armenia; sin embargo el terremoto y el vandalismo provocaron la destrucción del estadio, a tal punto que se tomó la decisión de demolerlo.
En el primer semestre de 2009 se iniciaron obras de adecuación para reconstruir el estadio, en adelante llamado Parque de la Cultura Recreativa Estadio San José. En la adecuación se instaló una nueva tribuna para 500 personas, dos canchas de fútbol de salón, una cancha de vóley playa y un sendero ecológico. También fue utilizado como centro de entrenamiento y sede de partidos amistosos del Deportes Quindío y campeonatos juveniles.